# Артур Леклер
Артур Леклер је аутомобилиста и возач Формуле 2. Рођен је 14. октобра 2000. године у Монте Карлу.
Он је млађи брат возача Формуле 1, Шарла Леклера. Члан је Фераријеве возачке академије.

## Каријера

### Картинг
Леклер је освојио Kart Racing Academy Championship 2014. године.

### Формула Е
Леклер је био развојни покретач FIA Formula 3 Championship током сезоне 2017–18 за Venturi Racing. Тиме је добио приступ њиховим симулаторима и системима личног развоја. Леклер је задржан за сезону Формуле Е 2018–19. Урадио је свој први јавни тест за Venturi Racing 2019. године на колосеку у Маракешу.
За сезону Формуле Е 2019–20 Venturi Racing је најавио Леклера као свог тест возача за сезону.

### 
Леклер се такмичио на ADAC Formula 4 Championship 2019. године за US Racing-CHRS, део Sauber Junior Team-а. Завршио је трећи са једном победом у трци и осам подијума.
Леклера је потписао Scuderia Ferrari за свој јуниорски програм 2020. године и такмичио се у Formula Regional European Championship за Prema Powerteam заједно са Оливером Расмусеном, Ђанлуком Петекофом и шампионом W Series Чејми Чедвиком. Леклер је сезону завршио на другом месту са 343 поена и 6 победа, завршивши иза саиграча Петекофа.
У 2021. години Леклер треба да буде партнер Денису Хаугеру, члану Red Bull academy, за Prema Racing у FIA Formula 3 Championship. Такође се такмичио у виртуелном Гранд При шампионату 2021. године за Ферари, тим његовог брата.

## Приватни живот
Леклер има два старија брата, Лоренца и Чарлса.